# Strommessgerät
Ein Strommessgerät, auch als Strommesser, umgangssprachlich auch als Amperemeter und im englischen Sprachraum verkürzt als Ammeter bezeichnet, ist ein Messgerät zur Messung der elektrischen Stromstärke. Es zählt zu dem Bereich der elektrischen Messtechnik.
Bei der Messung wird die Messgröße in eine Anzeige ihres Vielfachen der Einheit Ampere umgeformt. Für Labor-, Service- und Feldeinsatz gibt es umschaltbare Vielfachmessgeräte mit mehreren Messbereichen, genannt Multimeter. Für industrielle Anwendungen gibt es anzeigelose Messeinrichtungen.

## Verwendung

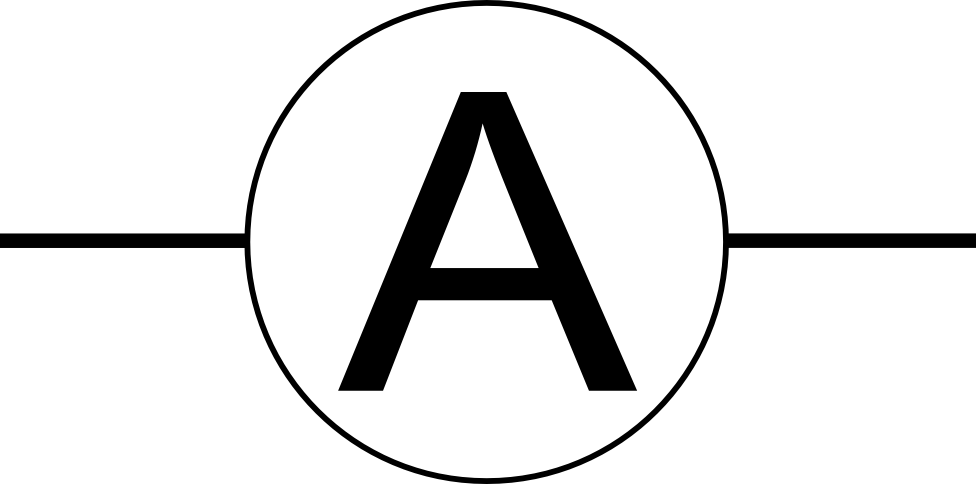
Schaltzeichen eines Strommessgerätes

Zur Strommessung muss der zu messende Strom durch das Messgerät fließen. Es wird daher zum Verbraucher in Reihe geschaltet. Dazu muss es ständig eingebaut sein. Zum Ein- oder Ausbau des Strommessgerätes muss der Stromkreis abgeschaltet und aufgetrennt werden: Die Messung erfordert einen Eingriff in die zu untersuchende Schaltung und in dieser Zeit eine Unterbrechung des Stromflusses. Allenfalls kann ein „Bypass“ gelegt werden, um den Strom um die aufzutrennende Stelle herumzuleiten.
Es gibt mehrere Möglichkeiten, um diese Auftrennung des Stromkreises zu vermeiden:
1. Wenn ein bekannter ohmscher Widerstand {\displaystyle R} im Stromkreis liegt, kann man mit einem Spannungsmessgerät die Spannung {\displaystyle U} über dem Widerstand messen und den Strom {\displaystyle I} gemäß {\displaystyle I=U/R} ausrechnen.
2. Wenn eine einzelne stromführende Leitung (kein Kabel mit Hin- und Rückleiter) zugänglich ist, verwendet man ein Messgerät, welches das vom Stromfluss verursachte magnetische Feld erfasst (Zangenstrommesser, Rogowskispule).
3. Zur Messung von Gleichstrom (z. B. in Messumformern mit Einheitssignal) lässt man diesen ständig durch eine Diode fließen. Zu Prüfzwecken kann ein Strommesser parallel zur Diode angeklemmt werden. Wenn die Klemmenspannung des Strommessers unter etwa 200 mV (d. h. sicher unterhalb der Durchlassspannung der Silizium-Diode) bleibt, fließt der Strom ausschließlich durch das Messgerät.

## Ausführungsformen

### Digitale Geräte

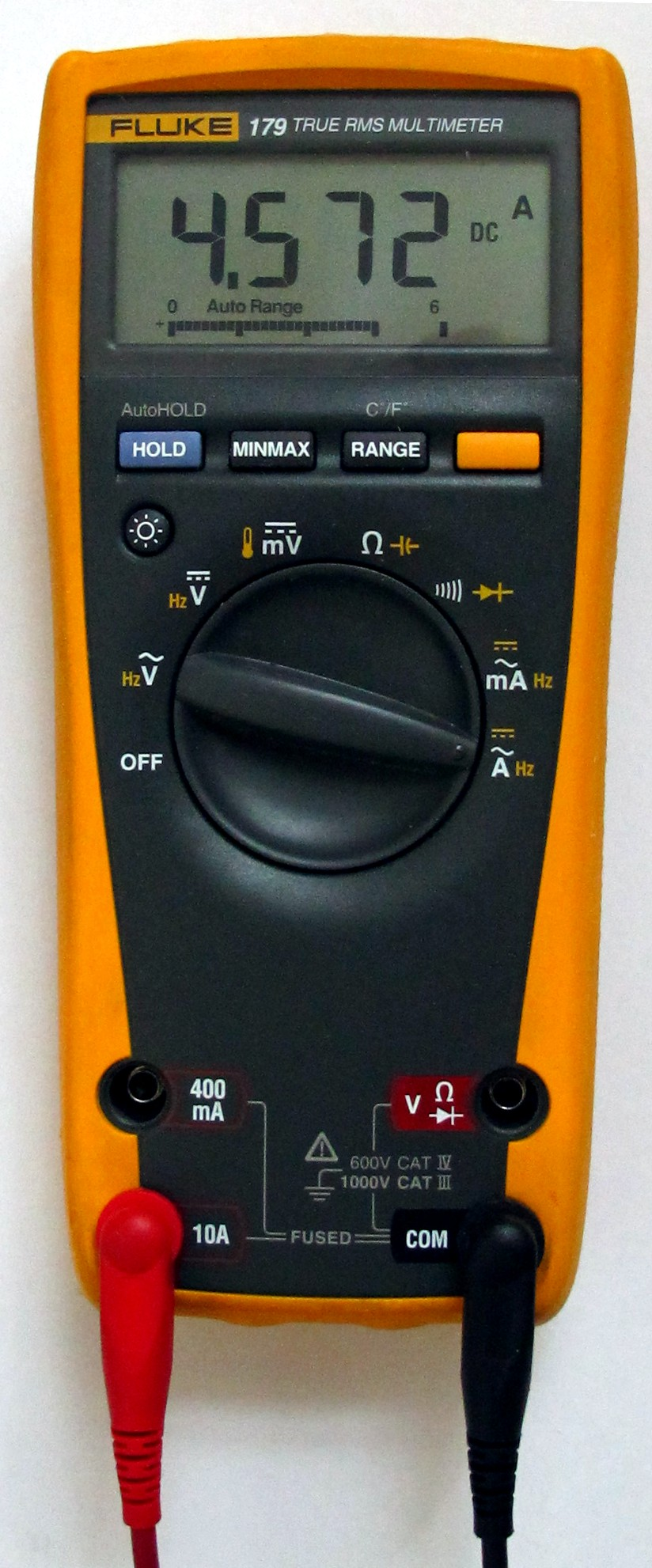
Digitales Vielfachmessgerät, Strommessung

Digitale Strommessgeräte sind die im praktischen Betrieb üblichen Messgeräte und zählen zu dem Bereich der digitalen Messtechnik. Sie stellen im Prinzip Spannungsmessgeräte dar, die gemäß dem ohmschen Gesetz den Spannungsabfall über einem eingebauten oder externen Messwiderstand, auch als Shunt bezeichnet, messen. Die Funktionen des digitalen Strommessgerätes, Spannungsmessgerätes und Widerstandsmessgerätes sind oft zu einem Digitalmultimeter vereint. Die konkrete Funktion wird im Regelfall durch einen am Gerät angebrachten Drehschalter vom Benutzer gewählt.
Daneben existieren Bauformen für den Einsatz in Leitstellen und Geräteräumen, welche fest montiert in Schalttafeln (Paneelen) untergebracht sind und zur Anzeige für das Kontroll- und Bedienpersonal dienen. Diese sogenannten Einbau-Strommessgeräte werden bei der Montage einmalig mit einem zur Messaufgabe passenden Shunt konfiguriert.

### Analoge Geräte

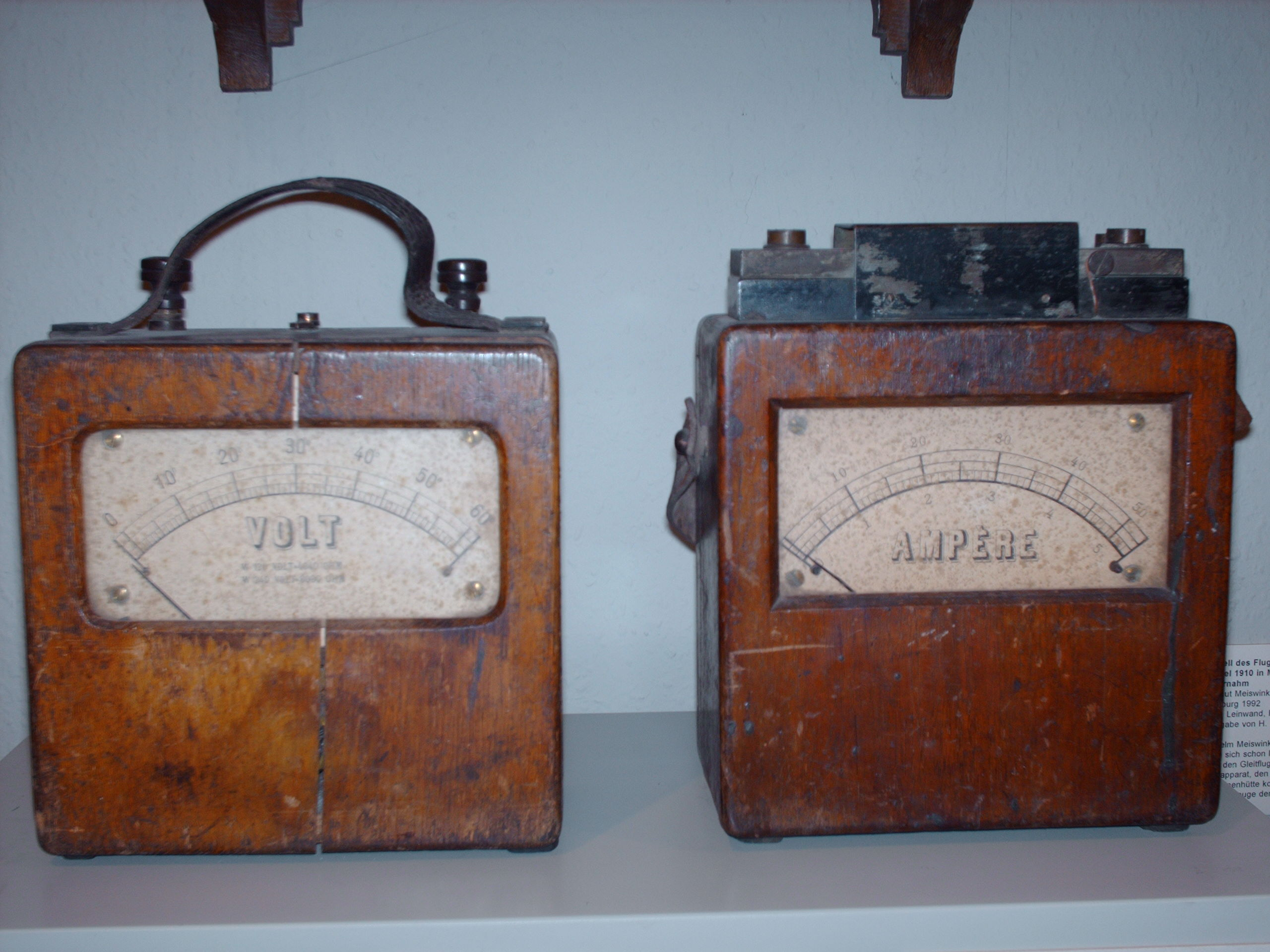
Historische Spannungs- und Strommesser (um 1920)

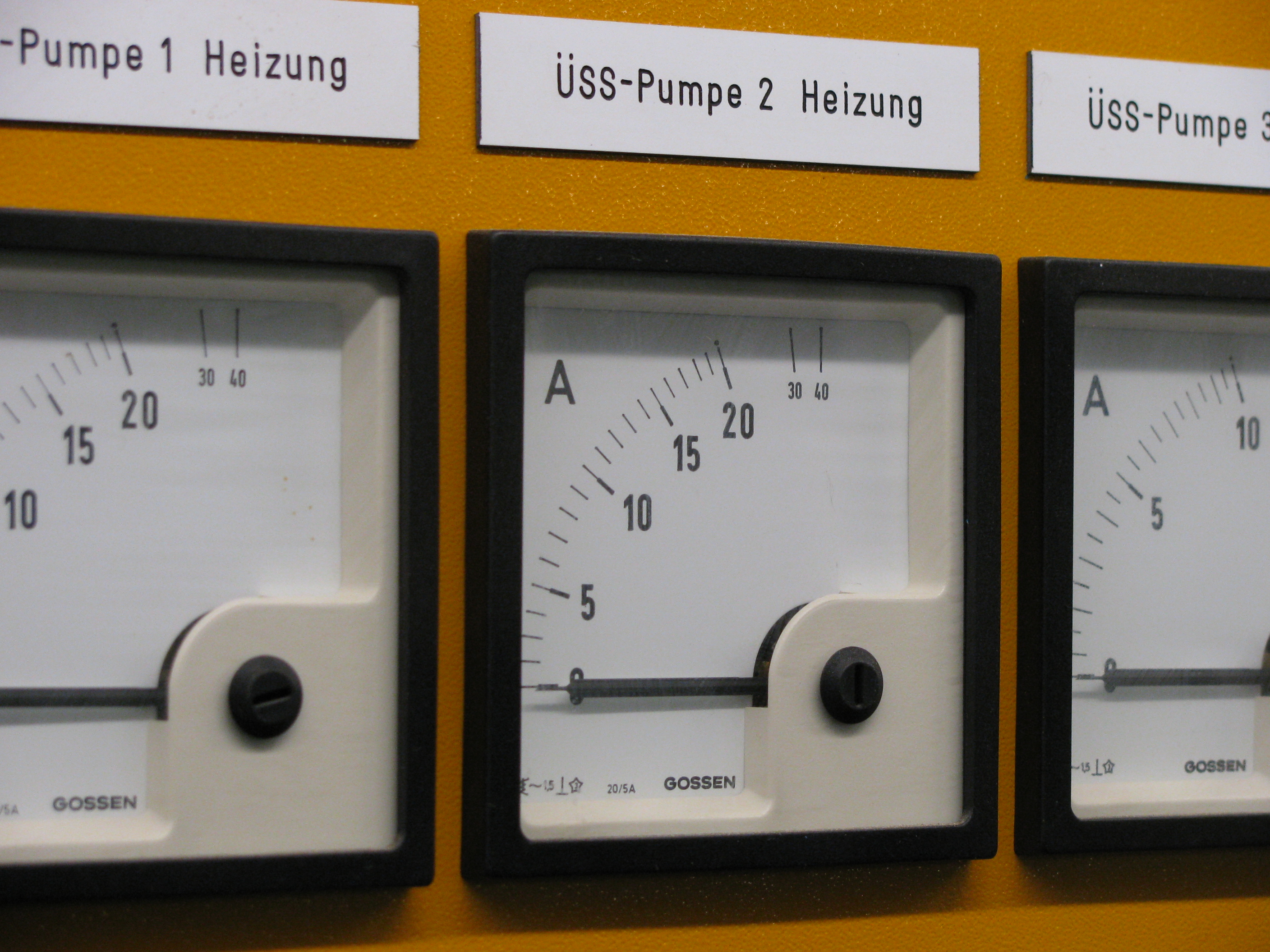
Einbau-Strommessgeräte

#### Drehspulmesswerk
Wegen des geringen Eigenverbrauches, wegen Zuverlässigkeit und geringer Störempfindlichkeit ist das Drehspulmesswerk weiterhin zur Strommessung verbreitet. Es misst den (positiven oder negativen) Gleichstrom und muss bei höheren Strömen durch Parallelschalten eines Shunts ergänzt werden.

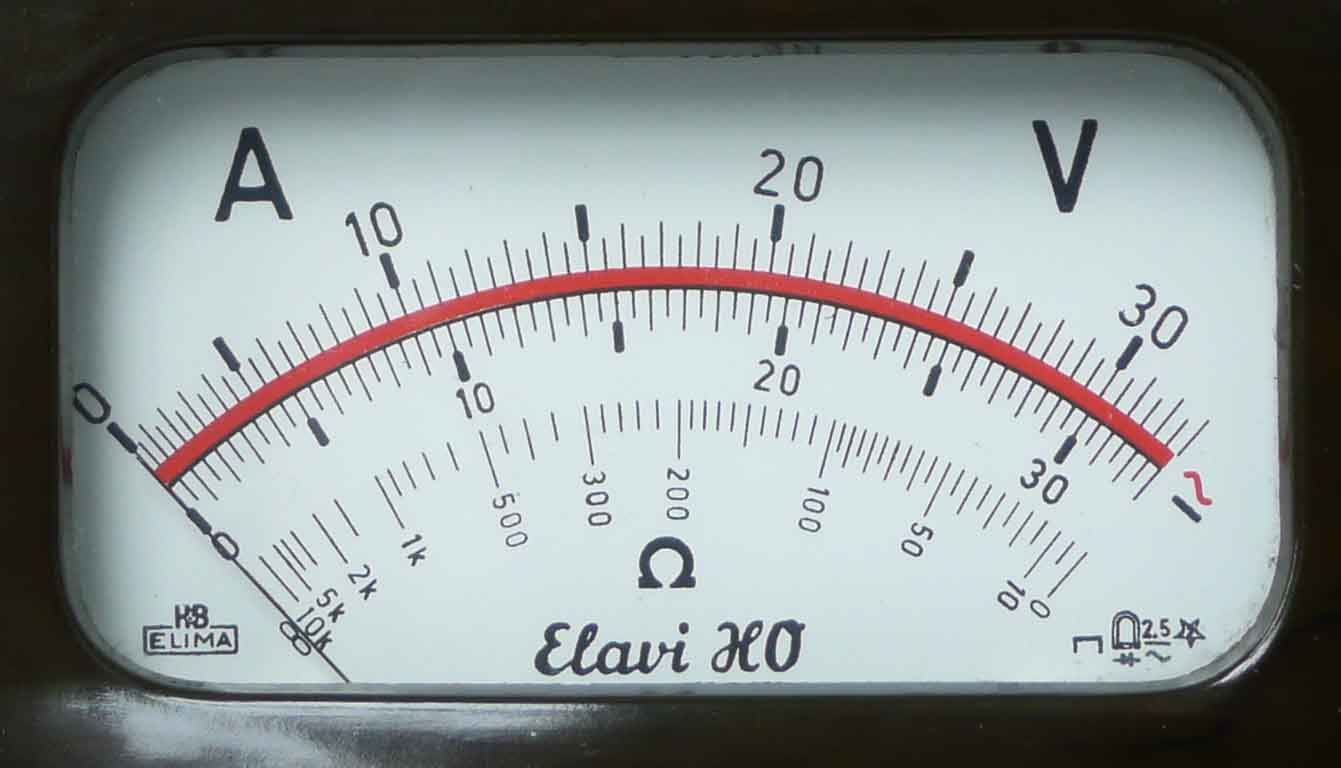
Multimeter mit nichtlinearer Teilung (rot markiert) für Wechselgrößen

Wechselstrom kann mit einem Drehspulmesswerk unter Verwendung eines Gleichrichters gemessen werden, wobei das 1,11fache des Gleichrichtwertes angezeigt wird; das ist jedoch nur bei Sinusform des Wechselstromes auch zugleich der Effektivwert. Dieses Verfahren erfordert aufgrund der Durchlassspannung der Dioden des Messgleichrichters einen größeren Spannungsabfall (Eigenverbrauch) als bei Gleichstrom. Dem überdies nichtlinearen Spannungsabfall muss durch eine im unteren Bereich nichtlineare Skalenteilung begegnet werden. Analogmultimeter mit eingebautem Verstärker umgehen dieses Problem, siehe Präzisionsgleichrichter.

#### Dreheisenmesswerk
Zur Messung des Effektivwertes eignet sich das Dreheisenmesswerk. Die Geräte sind überwiegend für 50 Hertz ausgelegt, eignen sich jedoch auch für oberschwingungsreichen Netzstrom und für Gleichstrom. Dreheisenmesswerke können für sehr große Ströme gefertigt werden, ohne dass ein Shunt verwendet werden muss.

#### Hitzdrahtmesswerk
Ein Hitzdrahtmesswerk verwendet einen vom Strom durchflossenen Draht, der sich aufgrund der jouleschen Wärme erwärmt und entsprechend seinem Temperatur-Ausdehnungskoeffizienten seine Länge vergrößert und über ein Hebelwerk einen Zeiger antreibt. Hitzdrahtmesswerke messen den Effektivwert und sind für Gleich- und Wechselstrom, auch für Hochfrequenz geeignet. Diese Geräte werden seit Jahrzehnten nicht mehr hergestellt.

### Messumformer
In der industriellen Messtechnik bzw. Automatisierungstechnik verwendet man keine anzeigenden Messgeräte, sondern Messwandler wie den Stromwandler, die ein normiertes elektrisches Signal zur zentralen Verarbeitung liefern. Dieses kann analog-technisch ein Einheitssignal sein, z. B. 4 … 20 mA. Es kann auch ein digitales Ausgangssignal zur Übermittlung über eine Datensammelleitung sein, die Bus, in diesem Zusammenhang Feldbus genannt wird. Diese Messgeräte mit digitalem Messsignal am Ausgang heißen dann auch Messumsetzer.

### Strommessung über das Magnetfeld
Ein Zangenstrommesser wertet zur Messung des Stromes dessen um den Leiter auftretendes Magnetfeld aus.
Ausführung als Transformator
Ein aufklappbarer Ferrit- oder Eisenblechpaket-Bügel bildet den Transformator-Kern, der mit geschlossener Zange umfasste stromführende Leiter die Primärwicklung und die um den Kern angeordnete Spule die Sekundärwicklung. Der hindurch geführte Leiter hat die Windungszahl {\displaystyle n_{\mathrm {prim} }=1}. Der Strom der Sekundärwicklung, der umgekehrt proportional zum Verhältnis der Windungszahlen ist, wird über ein Dreheisen- bzw. Drehspulmesswerk mit Gleichrichter oder über eine Digital-Elektronik angezeigt. Dieses Messgerät eignet sich nur zur Messung von Wechselstrom.
Ausführung mit Stromsensor
Gleichermaßen für Gleichstrom- und Wechselstrommessung geeignete Geräte besitzen ebenfalls einen Klappkern, sind jedoch mit Stromsensoren ausgestattet. Sie arbeiten nach dem Kompensationsprinzip (Kompensationsstromwandler) oder dem Halleffekt (Hallsensoren) oder mit magnetfeldabhängigen Widerständen zusammen mit einem elektronischen Messumformer.
Zangenstrommesser werden zur Messung im Energieversorgungsnetz als anzeigende Geräte gefertigt; es gibt sie auch als Zubehör für Multimeter zur Bereichserweiterung oder als Zubehör für Oszilloskope zur potentialfreien Messung schnell veränderlicher Stromverläufe. Sie heißen dann auch Stromzange oder current probe.
Manchmal sind Zangenstrommesser zusätzlich mit einem Spannungseingang versehen und können neben der Spannung auch die elektrische Leistung und den Leistungsfaktor messen.

### Messung sehr großer Ströme

#### Strommessung mit Stromwandler
Wechselströme können über Stromwandler (spezielle Messtransformatoren) gemessen werden; vom Strommesser gemessen wird dessen (gemäß der Nennübersetzung kleinerer) Sekundärstrom. Alternativ wird an die Sekundärwicklung ein Widerstand angeschlossen und daran die Spannung gemessen. Außer zur Messung großer Stromstärken (ab ca. 10 A aufwärts) verwendet man Wandler zur potentialfreien Messung an Leitungen auf hoher Spannung.
Stromwandler können nur einen maximalen Außenwiderstand (die Bürde) speisen, ansonsten ist das Messergebnis fehlerhaft, oder sie werden überlastet. Ist an die Sekundärwicklung nichts angeschlossen, erzeugen sie aufgrund des Stromquellen-Charakters gefährliche Spannungen. Unbenutzte Stromwandler müssen daher sekundärseitig immer kurzgeschlossen sein.

#### Strommessung mit Shunt
Bei großen Gleichströmen oder Strömen mit Gleichanteil wird oft ein Messwiderstand verwendet, an den ein Spannungsmessgerät angeschlossen wird. Die Shunts werden oft mit Vierleiteranschluss ausgeführt, um die Messabweichung aufgrund des Kontaktwiderstandes der Anschlüsse zu vermeiden. Üblich sind Ausführungen, die beim spezifizierten Maximalstrom einen Spannungsabfall von 60 mV erzeugen. Bei einem Messwiderstand von 1 mΩ ist ein zugehöriges Spannungsmessgerät praktischerweise nicht mit einem Messbereichsendwert 60 mV, sondern mit 60 A beschriftet.

### Messung sehr kleiner Ströme

Vereinfachte Schaltung zur Messung und Umformung sehr kleiner Stromstärken im Pikoampere-Bereich

Sehr kleine elektrische Ströme im Bereich von wenigen Pikoampere (pA) können nicht mehr direkt erfasst werden und werden zur Messung in dazu proportionale, größere Ströme umgeformt. Dies kann, wie in nebenstehender vereinfachter Schaltung dargestellt, mittels eines Operationsverstärkers erfolgen. 
Um die Messabweichung durch den Eingangsstrom des Operationsverstärkers gering zu halten, ist eine MOS-Struktur in dessen Eingang erforderlich.
Die Schaltung formt bei entsprechender Wahl des Widerstandpaares R1/R2, welche den Messbereich festlegt, beispielsweise einen Strom {\displaystyle I} am Eingang (Input) von −1 pA bis +1 pA in einen proportionalen Strom {\displaystyle I_{m}} am Ausgangs des Operationsverstärkers von −500 µA bis +500 µA um, welcher durch ein entsprechendes Strommessgerät A mit auf den gewählten Eingangsbereich angepasster Skale angezeigt wird. Bei der gezeigten Vereinfachung gilt {\displaystyle I\cdot 10\;\mathrm {G} \Omega =-I_{m}\cdot R2}.
Strommessgeräte zur Erfassung sehr kleiner Ströme, im Englischen auch als Picoammeter bezeichnet, sind üblicherweise als eigenständiges Präzisionsmessgerät ausgeführt und weisen Messbereiche bis unter 1 fA (Femtoampere) auf.

## Messbereichsanpassung, Fehler durch Eigenverbrauch

### Geräte mit Drehspulmesswerk
Das Messwerk hat einen Messbereichsendwert (meistens Vollausschlag auf der zugehörigen Skale) bei einer konstruktionsbedingt maximal zulässigen Stromstärke {\displaystyle I_{\mathrm {max} }}. Zugleich besitzt es einen Innenwiderstand {\displaystyle R_{\mathrm {i} }}. Das bedeutet, wenn die maximale Stromstärke fließt, fällt eine maximale Spannung {\displaystyle U_{\mathrm {max} }} ab, die sich nach dem ohmschen Gesetz zu
{\displaystyle U_{\mathrm {max} }=R_{\mathrm {i} }\cdot I_{\mathrm {max} }}

Messbereichserweiterung eines Drehspul-Strommessgeräts

berechnet. Bei Überschreitung der maximalen Stromstärke kann das Messwerk überlastet werden. Bei Messgeräten mit einem Klassenzeichen ist eine zulässige Überlastbarkeit durch Normung festgelegt.
Zur Anpassung an den gewünschten Messbereich wird zum Messwerk parallel ein Nebenwiderstand {\displaystyle R_{\mathrm {n} }} geschaltet, der jenen Teil des Stroms aufnimmt, der nicht durch das Messwerk fließen soll. Man berechnet ihn so, dass beim gewünschten Messbereichsendwert {\displaystyle I_{\mathrm {MBE} }} der Anteil {\displaystyle I_{\mathrm {max} }} durch das Messwerk und der Rest {\displaystyle I_{\mathrm {n} }=I_{\mathrm {MBE} }-I_{\mathrm {max} }} durch den Shunt fließt.
{\displaystyle R_{\mathrm {i} }} kann nicht nur durch den Spulenwiderstand {\displaystyle R_{\mathrm {Sp} }} gebildet werden, da das hierfür verwendete Kupfer seinen Widerstand mit der Temperatur um 3,9 … 4,5 % / 10 K ändert, wodurch sich temperaturabhängig auch die Anzeige ändert. Zur Verminderung dieser Messabweichung muss noch ein von der Temperatur unabhängiger Widerstand {\displaystyle R_{\mathrm {v} }} in Reihe zum Messwerk liegen: Bei {\displaystyle R_{\mathrm {v} }=2\cdot R_{\mathrm {Sp} }} reduziert sich der Temperatureinfluss von {\displaystyle R_{\mathrm {i} }} auf ein Drittel, also etwa 1,5 % / 10 K; dieser Wert stellt bei Messgeräten der Genauigkeitsklasse 1,5 die zulässige Obergrenze dar.
Beispiel zur MessbereichsanpassungDas Messgerät hat einen Innenwiderstand {\displaystyle R_{\mathrm {Sp} }+R_{\mathrm {v} }=R_{\mathrm {i} }=750\;\Omega } und seinen Vollausschlag bei {\displaystyle I_{\mathrm {max} }=200\;\mu \mathrm {A} }. Es soll für einen Messbereich von 10 mA eingesetzt werden. Dann müssen bei Messbereichsendwert 200 µA durch das Messwerk und {\displaystyle I_{\mathrm {n} }} = 10 mA – 0,2 mA = 9,8 mA durch den Nebenwiderstand fließen. Die maximale Spannung ist {\displaystyle U_{\mathrm {max} }} = 750 Ω · 0,2 mA = 150 mV. Damit bei 150 mV ein {\displaystyle I_{\mathrm {n} }} = 9,8 mA fließt, muss sein Widerstandswert {\displaystyle R_{\mathrm {n} }=U_{\mathrm {max} }/I_{\mathrm {n} }} = 150 mV/9,8 mA = 15,31 Ω betragen. Der Gesamtwiderstand der Parallelschaltung liegt dann bei 15,00 Ω. Beim Messbereichsendwert 10 mA kommt man dann wieder auf 150 mV.
Für auf mehrere Messbereiche umschaltbare Strommessgeräte siehe unter Analogmultimeter.
Der Umstand, dass das Strommessgerät die für die Messung erforderliche Spannung aufbaut, führt dazu, dass jede Messung die ursprünglichen Verhältnisse am Messobjekt verfälscht, da die zur Messung erforderliche Spannung an anderer Stelle fehlt. Daher sollte diese möglichst klein gehalten werden, d. h. der Widerstand des Strommessgerätes sollte auch möglichst klein sein. Beispiele für diese Art von Messabweichungen sind unter Rückwirkungsabweichung beschrieben.

### Geräte mit Dreheisenmesswerk
Die Spule eines Dreheisenmesswerkes besitzt eine beträchtliche induktive Komponente des Innenwiderstandes, so dass die Verwendung eines Shuntes bei Wechselstrommessungen nicht möglich ist. Auch bei Gleichstrommessung bringt die Verwendung eines Shunts Probleme, da die Kupferwicklung des Messwerkes einen anderen Temperaturbeiwert als der Shunt hat.
Dreheisenmesswerke werden daher für unterschiedliche Messbereiche bis zu etwa 100 A gefertigt, indem für die Messbereiche unterschiedliche Windungszahlen und Drahtquerschnitte für die Spule verwendet werden.
Zur Messbereichsanpassung bei Wechselstrom können jedoch auch Stromwandler verwendet werden. Dafür vorgesehene Dreheisenmesswerke besitzen meist einen Vollausschlag von 5 A, die dem Nenn-Ausgangsstrom des Stromwandlers entspricht. Die Skale ist entsprechend dem Übersetzungsverhältnis des anzuschließenden Stromwandlers beschriftet, hat also beispielsweise den Endwert 300 A bei einem Stromwandler 300 A : 5 A (Windungszahlverhältnis 1 : 60).

### Digitale Strommessgeräte
Der Messwiderstand in Digitalmultimetern und Panelmetern wird in der Regel so ausgelegt, dass dessen Spannungsabfall am Ende des jeweiligen Strommessbereiches dem kleinsten Spannungsmessbereich entspricht. Dieser beträgt bei den meisten Messgeräten 200 mV. Zur Umschaltung des Strommessbereichs wird entlang mehrerer, in Reihe geschalteter Shunts unterbrechungsfrei auf einen oder mehrere Messwiderstände umgeschaltet.
Digital-Messgeräte haben vielfach einen kleineren Eigenverbrauch als Drehspul-Messgeräte, und dadurch ist die Rückwirkungsabweichung (Schaltungseinflussfehler) geringer. Das trifft jedoch nicht bei Gleichstrommessung zu, da bei Drehspul-Geräten {\displaystyle U_{\mathrm {max} }} (die zum Vollausschlag erforderliche Spannung) fast immer kleiner als 200 mV ist.
Beispiel zur RückwirkungsabweichungDer Strom aus einer Taschenlampenbatterie mit 1,2 V wird bei Messbereichendwert gemessen. Weil 0,2 V am digitalen Strommesser abfallen, liegt am Verbraucher nur 1,0 V. Im Verhältnis der Spannungen 1,0/1,2 = 83 % geht bei einem ohmschen Verbraucher der Strom zurück; er wird mit einer relativen Messabweichung von −17 % gemessen.